# Liste der geschützten Landschaftsbestandteile in Coburg
In der Stadt Coburg gab es im Februar 2023 neun geschützte Landschaftsbestandteile.

## Geschützte Landschaftsbestandteile
| Achatfelsen                                    |    | 113, LB-00893   | Coburg, Rögen Karte: 1137349544 auf OpenStreetMap                    | ⊙ | 1,41 | 11. Feb. 1993 |
| Augraben                                       | BW | 114, LB-00901   | Coburg, Ketschendorf Karte: 1137349538 auf OpenStreetMap             | ⊙ | 5,2  | 18. Aug. 1993 |
| Drei Hügel                                     | BW | 115, LB-00908   | Coburg, Scheuerfeld Karte: 1137349537 auf OpenStreetMap              | ⊙ | 0,62 | 15. Juli 1993 |
| Eierfelsen                                     |    | 116, LB-00891   | Coburg, Seidmannsdorf Karte: 1137349545 auf OpenStreetMap            | ⊙ | 2,58 | 11. Feb. 1993 |
| Fuchswiesen                                    | BW | 116-1, LB-00894 | Coburg, Neu- und Neershof, Rögen Karte: 1137349543 auf OpenStreetMap | ⊙ | 7,92 | 17. Okt. 1994 |
| Hambachgrund                                   |    | 117, LB-00895   | Coburg, Creidlitz Karte: 1137349539 auf OpenStreetMap                | ⊙ | 7,64 | 13. Dez. 1993 |
| Hofbräugrund                                   | BW | 125, LB-00630   | Coburg, Coburg Karte: 1137349540 auf OpenStreetMap                   | ⊙ | 5,18 | 23. Apr. 1999 |
| Schlossgrund                                   |    | 118, LB-00896   | Coburg, Neu- und Neershof Karte: 1137349541 auf OpenStreetMap        | ⊙ | 2,48 | 18. Aug. 1993 |
| Stück                                          |    | 119, LB-00892   | Coburg, Neu- und Neershof Karte: 1137349542 auf OpenStreetMap        | ⊙ | 1,3  | 18. Aug. 1993 |
| Legende für Geschützter Landschaftsbestandteil |    |                 |                                                                      |   |      |               |